# Громова, Лидия Дмитриевна
 Ли́дия Дми́триевна Гро́мова (Опу́льская) (21 мая 1925, деревня Дурыкино, Московская губерния — 31 декабря 2003, Москва) — советский и российский филолог, литературовед, текстолог, специалист по творчеству Л. Н. Толстого, член-корреспондент РАН, главный научный сотрудник отдела русской классической литературы Института мировой литературы имени А. М. Горького РАН.

## Биография
Родилась 21 мая 1925 года в деревне Дурыкино Московского уезда Московской губернии (по другим сведениям в Хоругвино), ныне Солнечногорского района Московской области, в семье учителя.
После окончания средней школы в 1941 году поступила на литературный факультет Московского института философии, литературы и истории (МИФЛИ). В годы войны институт был эвакуирован в Ашхабад, затем в Свердловск. В 1945 году окончила филологический факультет Московского университета (МИФЛИ слился с МГУ), защитив дипломную работу «Историческая тема в творчестве Л. Н. Толстого»; затем продолжила обучение в аспирантуре под руководством профессора Н. К. Гудзия.
В 1949—1953 годах работала в Гослитиздате, редактор полного («Юбилейного» в 90 томах) собрания сочинений Льва Толстого.
В 1952 году защитила кандидатскую диссертацию «Особенности реализма Л. Н. Толстого в поздний период творчества (1880—1900-е гг.)».
С 1953 года — сотрудник Института мировой литературы имени А. М. Горького АН СССР (ныне РАН), в 1988—2002 годах — заведующая отделом русской классической литературы. Была замужем за литературоведом М. П. Громовым (1927—1990), специалистом по творчеству А. П. Чехова.
В 1983 году защитила докторскую диссертацию «Проблемы текстологии русской литературы XIX в.». Утверждена в звании профессора (1993).
26 мая 2000 года была избрана членом-корреспондентом РАН по Отделению литературы и языка (литературоведение).
Лидия Дмитриевна умерла 31 декабря 2003 года. Похоронена на Долгопрудненском кладбище.

## Сочинения
Л. Д. Громова являлась главным редактором академического издания полного собрания сочинений Л. Н. Толстого в 100 томах, издающегося с 2000 года; автор многочисленных статей и рецензий (всего более 200 научных публикаций).
- Лев Николаевич Толстой: Мат-лы к биографии с 1886 по 1892 гг. М., 1979
- Лев Николаевич Толстой: Мат-лы к биографии с 1892 по 1899 гг. М., 1998
- Избранные труды. М., 2005.

## Награды и звания
- Заслуженный деятель науки Российской Федерации (2000)
- Лауреат премии им. А. А. Шахматова РАН (1998, «за серию работ по текстологии русской классической литературы XIX века»)[4]
- Золотая медаль к юбилею А. С. Пушкина
- Золотая медаль к юбилею Ф. И. Тютчева
- Почётный член Оттавского университета
- Почётный член Японского Толстовского общества